# Sénat du Péloponnèse
 (signalé en mai 2025).
Si vous disposez d'ouvrages ou d'articles de référence ou si vous connaissez des sites web de qualité traitant du thème abordé ici, merci de compléter l'article en donnant les références utiles à sa vérifiabilité et en les liant à la section « Notes et références ».
- Archive Wikiwix
- Bing
- Cairn
- DuckDuckGo
- E. Universalis
- Gallica
- Google
- G. Books
- G. News
- G. Scholar
- Persée
- Qwant
- (zh) Baidu
- (ru) Yandex
- (wd) trouver des œuvres sur Wikidata

Sénat de Messénie Assemblée nationale d'Astros (Première République de Grèce)
Le Sénat du Péloponnèse, en grec moderne : Πελοποννησιακή Γερουσία, également appelé Sénat de tout le Peuple des provinces du Péloponnèse (Γερουσία όλου του Δήμου των επαρχιών της Πελοποννήσου), est le nom de l'organe administratif créé par les rebelles Grecs du Péloponnèse, en mai 1821, immédiatement après le déclenchement de la révolution de 1821. Il fonctionne jusqu'à son abolition par la deuxième Assemblée nationale, en avril 1823. Le président du Sénat est l'évêque Theodóritos de Vrésthena et le vice-président est Asimákis Fotílas (1761-1835) (el) qui, après février 1822, fait office de président.